# 勞爾·馬丁內斯 (跆拳道運動員)
勞爾·馬丁內斯·加西亞（Raul Martínez Gárcia，1991年6月27日—）是一名西班牙男子跆拳道運動員。他曾經獲得2017年夏季世界大學運動會跆拳道比賽男子80公斤級銀牌，及2018年地中海運動會男子80公斤級金牌。

## 外部連結
- TaekwondoData.com （页面存档备份，存于）